# Rhabdomastix (Rhabdomastix) parvula
Rhabdomastix (Rhabdomastix) parvula is een tweevleugelige uit de familie steltmuggen (Limoniidae). De soort komt voor in het Neotropisch gebied.